# بولشيي فيازيومي
بولشيي فيازيومي (بالروسية: Большие Вязёмы) هي مدينة في مقاطعة موسكو أوبلاست في روسيا.

## ملكية وقصر فيازيومي
يعود تاريخ المدينة الحالية إلى القرية التي تحمل الاسم نفسه، والتي تم ذكرها لأول مرة في عام 1526 كمحطة استراحة.